# 檜原勇多賀

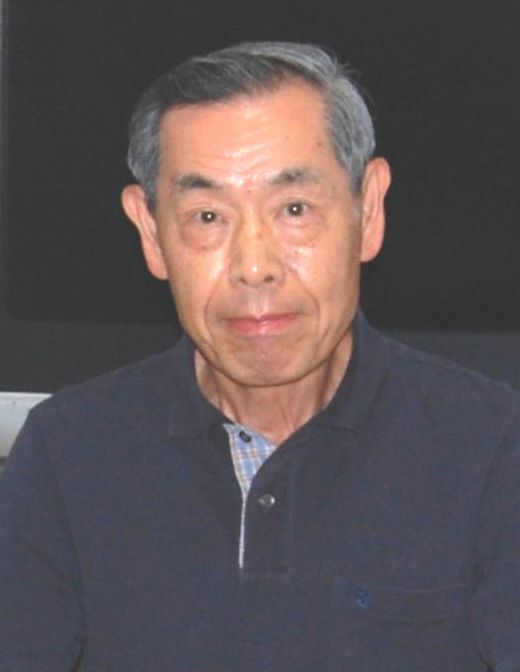
檜原勇多賀

檜原勇多賀（ひばら ゆたか、1939年1月13日生まれ - ）蒸気タービンの設計エンジニア。山口県岩国市出身。

## 来歴
京都大学(院)機械工学専攻修士卒。三菱重工業(株)長崎造船所勤務。蒸気タービンの設計エンジニアとして、地熱発電プラントの拡販に貢献。三菱重工退社後、長菱制御(株)常務を経て、長菱設計(株)取締役社長に就任。

長崎新聞文化賞

任意団体シニアネット長崎を設立。第２代目会長に就任。長崎新聞社文化功労章を受章。

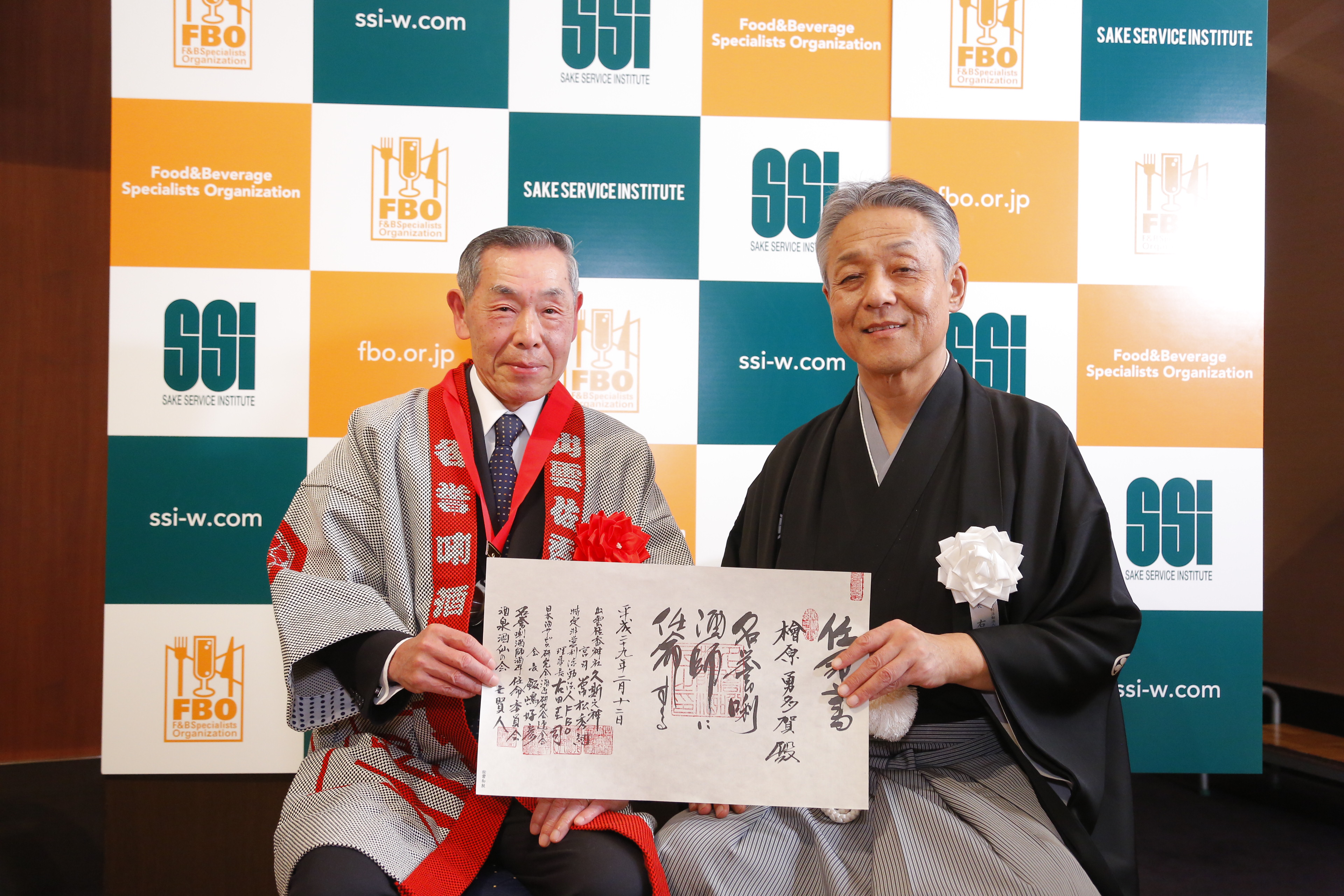
名誉唎酒師

日本酒にも造詣が深く、2001年日本酒唎酒師の資格を取得。単行本「日本酒を愉しむー長崎県の酒蔵をあるくー」を執筆。日本酒名誉唎酒師に任命される。平成元年より毎日１時間６キロのウオーキングを継続。2020年東京五輪聖火リレーランナーに選出される。